# Smaragdina limbata
Smaragdina limbata là một loài bọ cánh cứng trong họ Chrysomelidae. Loài này được Steven miêu tả khoa học năm 1806.